# Пономарьов Денис Валерійович
Пономарьов Денис Валерійович (нар. 14 липня 1985) — український футболіст, Заслужений майстер спорту України. Дворазовий паралімпійський чемпіон 2004 та 2008 років, срібний призер Літніх Паралімпійських ігор 2012 року.
Займається у секції футболу Дніпропетровського обласного центру «Інваспорт».

## Державні нагороди
Повний кавалер ордена «За заслуги»:
- Орден «За заслуги» I ст. (17 вересня 2012) — за досягнення високих спортивних результатів на XIV літніх Паралімпійських іграх у Лондоні, виявлені мужність, самовідданість та волю до перемоги, піднесення міжнародного авторитету України[2]
- Орден «За заслуги» II ст. (7 жовтня 2008) — за досягнення високих спортивних результатів на XIII літніх Паралімпійських іграх в Пекіні (Китайська Народна Республіка), виявлені мужність, самовідданість та волю до перемоги, піднесення міжнародного авторитету України[3]
- Орден «За заслуги» III ст. (19 жовтня 2004) — за досягнення значних спортивних результатів, підготовку чемпіонів та призерів XII літніх Паралімпійських ігор у Афінах, піднесення міжнародного престижу України[4]